# Sistema de castas colonial

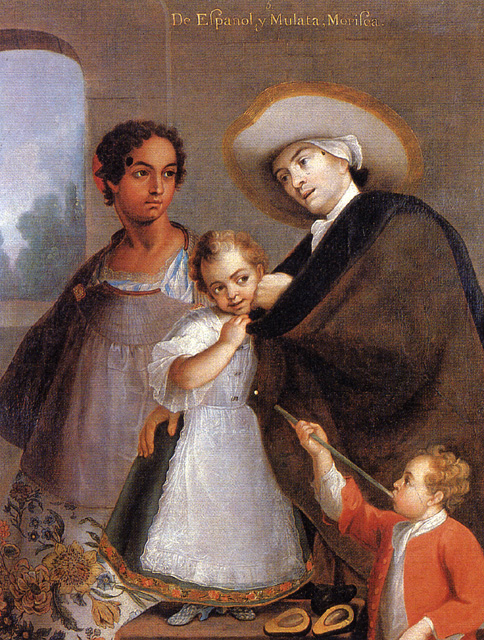
De español y mulata, morisca. Miguel Cabrera, 1763, óleo sobre lienzo, 136x105 cm, colección privada.

El sistema de castas es un concepto historiográfico moderno, según el cual el Imperio Español, durante la administración de la América española, habría clasificado a las personas por razas y cruces étnicos para organizar un sistema social estratificado.
De acuerdo con este sistema, la sociedad americana bajo la dominación española se organizó como una pirámide jerárquica que ubicaba en la cima a los españoles (clasificados a su vez en «peninsulares» y «criollos»), y bajo ellos, a la mayoría de la población integrada por indios o naturales (pueblos originarios), negros (traídos como esclavos de África) y castas (descendientes de relaciones sexuales entre las tres grandes ramas étnicas anteriores). Robert Cope lo relaciona con el régimen español de «limpieza de sangre» y lo define como «un orden jerárquico de grupos raciales clasificados según la proporción de sangre español». Algunos autores consideran que existe una continuidad entre el sistema de castas colonial y los procesos actuales de discriminación racial en los países hispanoamericanos.
La idea de que el Imperio Español estableció en sus provincias americanas un sistema de castas fue formulada por primera vez en la década de 1940 por los historiadores argentino Ángel Rosenblat y mexicano Gonzalo Aguirre Beltrán, en sus obras La población indígena de América, desde 1492 hasta la actualidad (1945) y La población negra de México 1519-1810 (1946), respectivamente.
Existe controversia, sin embargo, sobre la rigidez, operatividad y realidad histórica de este fenómeno. Mientras que autores como Magnus Mörner y Edward Telles han asumido su veracidad, otras figuras como Pilar Gonzalbo, Berta Ares y Joanne Rappaport lo consideran esencialmente una tergiversación historiográfica moderna. Un estudio de los archivos históricos de México realizado en 2018 ha apoyado estas últimas conclusiones.

## El sistema de castas en las colonias españolas

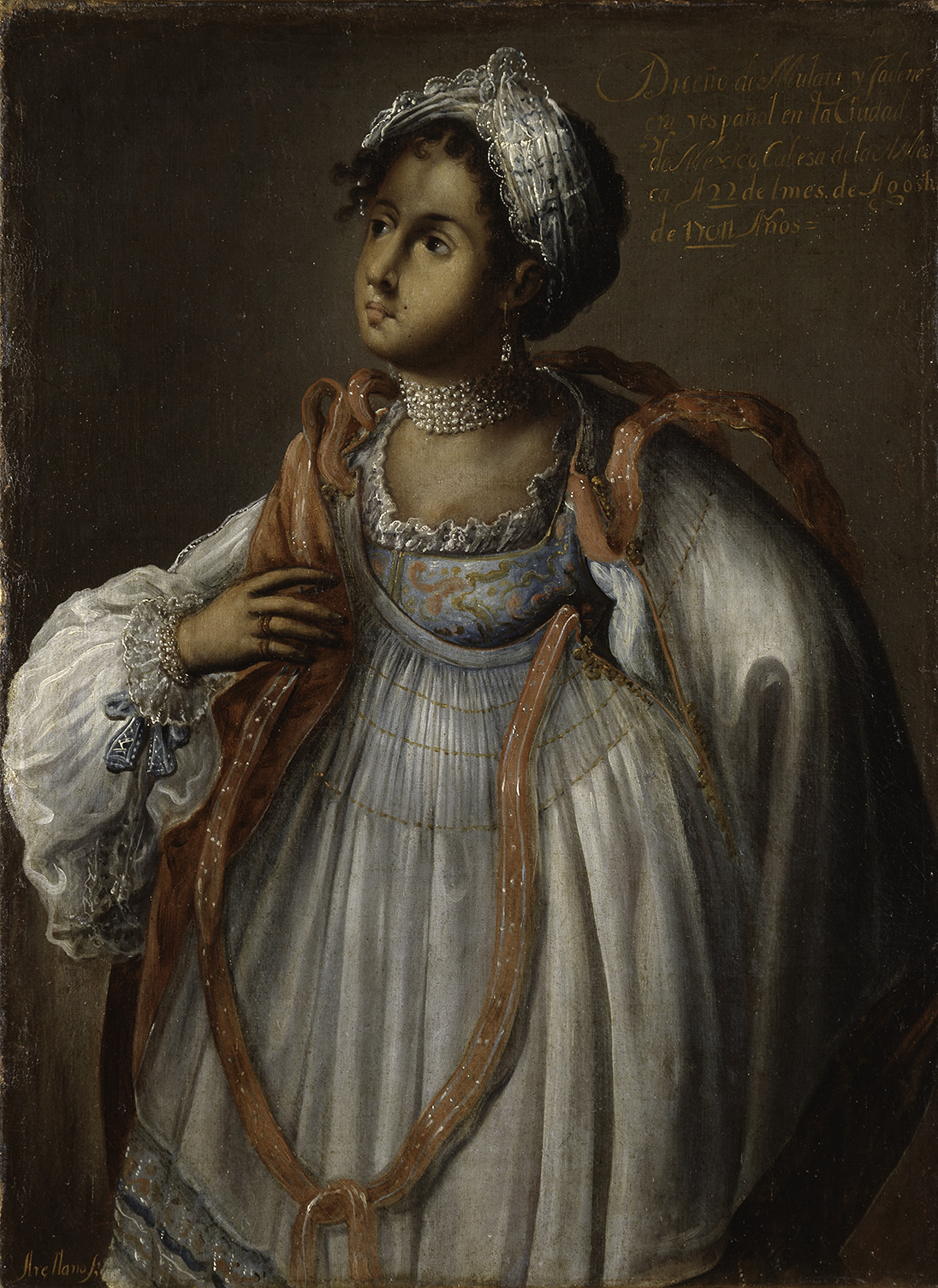
Diseño de Mulata. Manuel de Arellano, 1711.

El sistema de castas colonial derivaría de la noción de limpieza o pureza de sangre existente en España antes de la llegada de Colón a América, impulsado por la Inquisición para imponer el catolicismo, distinguiendo entre «cristianos viejos» y «cristianos nuevos», entre quienes se encontraban los «moros» (árabes) y judíos. En la provincias americanas, el Imperio debió lidiar también con la presencia de los pueblos originarios y los esclavos traídos del África subsahariana, que darían origen a las categorías raciales de «indio» y «negro»: el Estatuto de Limpieza de Sangre del Colegio de San Luis de Puebla de los Ángeles, establecía textualmente que «los religiosos electos como becarios» debían ser “de linaje limpio, sin raza de judío, ni indio, ni moro, ni negro”.
La necesidad de contar con una definición legal de quienes debían considerarse «cristianos nuevos», llevó a la Inquisición a elaborar y propagar los Estatutos de Limpieza de Sangre en España y América. "De esta manera, la Inquisición cumplió un rol decisivo en el surgimiento de una ideología española y cristiana obsesionada con la genealogía y con la idea de que tener un «linaje puro» era el signo incuestionable de pertenencia aristocrática, no tanto a una fe común, sino a un estatuto humano superior".
Las instituciones y corporaciones coloniales (ayuntamientos, órdenes religiosas, milicias, gremios, colegios, universidades, escribanías, etc.) tenían estatutos de limpieza de sangre que limitaba el acceso de las personas a las mismas según el mayor o menor grado de "limpieza" de su sangre, siendo la sangre española la de mayor dignidad, considerada "pura", y la sangre negra la más despreciada. Conforme aumentaba la mezcla racial de las personas, su estatus social disminuía. Mientras las personas que tenían mezcla con sangre india, podían "redimirse" y limpiar su sangre con sucesivas mezclas, las personas que tenían mezcla con sangre negra no podían redimirse nunca de la impureza original. Las castas clasificaban a las personas que habían nacido como resultado de la "cruza" de las tres razas que España consideraba existentes: indígena, negra y española, también llamada blanca.

El primer estrato de esta sociedad discriminatoria por la piel está ocupado, como ha quedado expuesto, por el sector blanco de la población. Lo constituye una minoría de españoles peninsulares ricos y muy influyentes (los llamados "gachupines" en Nueva España y "chapetones" en Perú) y  de criollos que les siguen por prestigio socioeconómico. Es un hecho manifiesto que a medida que la sociedad colonial se había ido estructurando durante la anterior centuria, se fue dando mayor importancia a la pureza de sangre, derivando en la adopción de un sentido jerárquico y aristocrático, perfectamente conformado a principios del siglo XVIII. Tal fue la importancia atribuida a la limpieza de sangre (que en muchos casos no era limpieza absoluta de sangre blanca) que con frecuencia los individuos de este sector recurrieron en este período a la Audiencia para certificarla.

## Limitaciones
Sin embargo, el sistema de castas jamás fue infalible, existiendo un permanente entrecruzamiento y una masiva mezcla en la sociedad virreinal. Y así, ya en el año 1753 se afirmaba[¿quién?] de las castas que "no habrá quién se atreva a distinguirlas", [cita requerida]o su distinción "nunca tendría fin", [cita requerida]de tal manera las castas resultaban en términos comunes pero con un significado propio para cada lugar, y distinto para la ciudad o el medio rural, inclusive que cambia para un mismo sujeto, y referida a aspectos sobre privilegios, fundamentalmente en pugnas de la aristocracia colonial.
La discriminación y el prejuicio socio-racial en la sociedad colonial impulsó las uniones de españoles, indígenas y esclavos originarios del África negra, y sus descendientes, principalmente mediante relaciones matrimoniales cuando se trataba de indígenas y esclavos y sus descendientes, o de relaciones sexuales ilegítimas, cuando involucraba a españoles:

Con frecuencia, estos matrimonios mixtos vincularon miembros de castas próximas como los castizos, mestizos-mulatos, etc. La unión matrimonial entre el español peninsular o americano con las castas inferiores continuó siendo infrecuente, no así la unión ilegítima".

Rasgos propios del siglo XVIII fueron: el aumento del prejuicio socio-racial de la élite blanca y la frecuencia creciente de matrimonios mixtos... La situación marginal del individuo de color, provocada por el rechazo de una sociedad ideológicamente blanca, pero minoritaria numéricamente, impulsó hacia una mayor unión entre los grupos discriminados o mayoría cuantitativa.

Sin embargo, los descendientes de matrimonios mixtos, en muchos casos no fueron registrados en la casta que le había atribuido la legislación indiana porque ella pretendía "limitar las aspiraciones de poder de los estratos inferiores". La movilidad social alcanzada mediante los matrimonios mixtos y las uniones ilegítimas, no impidió un modo de vida propio, peor valorado que los roles atribuidos a los de sangre limpia (blancos o indígenas dependiendo de la mayoría racial), y a su vez, de parte de los mestizos, donde ellos eran mayoría, del rechazo de las regulaciones del sistema de castas. De este modo la sociedad colonial se caracterizó por una fuerte discriminación de la mayoría de la población, categorizada como castas —entre ellas los mestizos—, dominada por la minoría española (peninsulares y americanos), que se definía como blanca:

Desde luego el desdén de los blancos, españoles o criollos, hacia los mestizos y a las castas, fue un fenómeno generalizado... A mitad de la centuria (1750) el mestizo había logrado, pese a las trabas, un modo de vida propio y una actitud sólida frente a una sociedad cuyos rasgos fundamentales eran el acrecentamiento del prejuicio racial y el reforzamiento de la jerarquización social fundada en la pureza de sangre, con el consiguiente rechazo de los grupos inferiores.

Finalmente, el desmoronamiento del sistema de castas se produjo por la gran movilidad social, producto del mismo mestizaje que había contribuido a crearlas.
De este modo se produjo un proceso de amalgamación de castas, integrada por tipos humanos relativamente uniformes en costumbres, ideas y estatus social, que se aceleraría más durante las Guerras de Independencia Hispanoamericana, hasta concluir con el colapso del sistema de castas colonial por efecto de la guerra sobre la aristocracia blanca, y terminarse más tarde con la esclavitud del negro africano, abolida en los primeros años de existencia de los nuevos países hispanoamericanos. Por último contra el indígena americano, último "sangre limpia", se arrojarían las nuevas ideas del racismo biológico seudocientífico traído por la nueva ola de migración europea del siglo XIX en los países independizados, dando lugar a la marginación, cuando no un deliberado exterminio racial, denominado limpieza étnica.
En relación con la población local la corona empezó por promover matrimonios como preferible para la estabilidad social que el concubinato que en los hechos estaba sucediendo, así, por ejemplo, Francisco González Paniagua nos informa que en Paraguay "algunos españoles tienen setenta mujeres, a menos que sean muy pobres ninguno tenía menos que cinco o seis, la mayoría de quince a veinte y de veinte a cuarenta". Frente a situaciones como esa, la corona decretó —en 1528— que se daría preferencia para puestos oficiales a los españoles casados y, en 1538, que la misma preferencia se observaría para las "reparticiones de indios". En la práctica esto llevó a muchos matrimonios mixtos. No solo no había las suficientes mujeres hispanas para casarse con todos los conquistadores que existían, sino que además las hijas de caciques y nobles indígenas traían con ellas unas dotes considerables para los conquistadores. Así, por ejemplo, fray Bartolomé de Las Casas escribe que la mayoría de los vecinos de Vera Paz, Guatemala, estaban casados con indígenas. Adicionalmente, la mayoría de los fundadores de Santa Fe de Bogotá, Colombia, se casaron con indígenas chibchas. (op cit)
Sin embargo, esta situación cambio en un plazo relativamente corto, con el descubrimiento por parte de la Corona que tales uniones estaban teniendo un efecto contrario a los intereses regios, transformándose en una política de separación de las razas, lo que dio origen a un complicado sistema de clasificación (ver más abajo). Estos nuevos estatutos siguieron en vigencia hasta la época de la Independencia de América. Los que querían ingresar en las filas del ejército al servicio de España, durante el virreinato, debían probar su limpieza de sangre. Requerimientos similares se aplicaban para acceder a la educación superior y a los altas dignidades en la iglesia, aun cuando, en esa última área, al menos para acceder al sacerdocio, se hicieron excepciones a favor de la "la nobleza indígena o (los) hijos de caciques." Aun así, y de acuerdo a la misma fuente: "la inmensa mayoría de los sacerdotes indígenas en Hispanoamérica sirvieron de clérigos auxiliares bajo la supervisión de un cura criollo o como curas en pueblos muy periféricos. Aún hacia fines de la era colonial, el número de sacerdotes indígenas probablemente nunca superó el cinco por ciento del clero en las diócesis hispanoamericanas y en varias de ellas la presencia de sacerdotes indígenas nunca superó al uno por ciento".
Aún más exigentes eran las consideraciones para acceder a la docencia: "Todo sacerdote tenía derecho a enseñar. A los laicos, en cambio, se les exigía una licencia del Cabildo y de la autoridad eclesiástica. Debían cumplir una cantidad de requisitos como limpieza de sangre, es decir, no ser hijos de uniones ilegítimas; no tener cuentas pendientes con la justicia e incluso a la prohibición de matrimonio entre cualquiera nombrado a posición de autoridad por el rey con incluso damas criollas y entre los sectores más altos de la casta hispana (los dones y doñas) y cualquiera otra. Las consecuencia de desobedecer o ignorar tales ordenanzas podían ser severas, dado que se estaba violando tanto la ley civil como eclesiástica. Sanciones civiles incluían la pérdida del derecho a la herencia, la confiscación de bienes y el destierro, aparte o en adición a encarcelamiento. Sanciones eclesiásticas incluían la anulación del matrimonio y penanza obligatorias. Así por ejemplo, en un caso bien documentado en Mérida, Venezuela (tan tarde como 1809) el dictamen eclesiástico, en adición a anular el matrimonio, obligó a "los reos" a asistir a misa con velas en la mano de rodillas en la última grada del presbiterio en días festivos. Adicionalmente, el varón debió ayunar —por un mes— cuatro días de la semana (dos a pan y agua) y la mujer, por el mismo tiempo, dos días a la semana. Adicionalmente, durante ese periodo estuvieron aislados de todos amigos y conocidos. Al término de esto, debieron confesar sus pecados (y presumiblemente, arrepentirse a fin de evitar caer en obstinación)".
El sistema de estratificación colonial clasificaba a los habitantes de Hispanoamérica en tres «razas»: blanca o española, indígena y negra. La sangre de las personas de cada grupo era «limpia», pero si un hombre y una mujer de diferentes «razas» engendraban un hijo, la sangre de este se vería «manchada», hecho que lo haría pertenecer a una casta. Debido a ello, en el sistema colonial español el término «cruzas» o «castas» designaba a los grupos e individuos con «sangre manchada» a consecuencia del sexo interracial.
A su vez, los individuos con «sangre manchada» eran clasificados en diversos tipos de «castas», definidas según las «cruzas» que se le atribuían a sus antepasados. Los derechos que le correspondían a cada persona estaban estrictamente determinados por su clasificación en tales categorías, considerándose superior al español peninsular (nacido en la península ibérica) y en el lugar más «bajo», al esclavo secuestrado en África.

## Fundamento normativo
Los Estatutos de limpieza de sangre aparecieron en España durante el siglo XV y se generalizaron durante el siglo XVI, cuando fueron establecidos virtualmente en todas instituciones y corporaciones: órdenes religiosas, organizaciones militares, colegios, universidades, escribanías, gremios, cofradías, capítulos diocesanos, catedrales, ayuntamientos, etc., así como la Inquisición. La necesidad de contar con una definición legal de quienes debían considerarse "cristianos nuevos", llevó a la Inquisición a elaborar y propagar los Estatutos de Limpieza de Sangre en España y América. "De esta manera, la Inquisición cumplió un rol decisivo en el surgimiento de una ideología española y cristiana obsesionada con la genealogía y con la idea de que tener un «linaje puro» era el signo incuestionable de pertenencia aristocrática, no tanto a una fe común, sino a un estatuto humano superior".
Cada organización establecía su propio procedimiento para probar la limpieza de sangre, así como la cantidad de generaciones que debían pasar para que una persona fuera considerada “limpia”. La prueba habitual era que cinco testigos dieran fe del conocimiento del solicitante, de su buen nombre y su pureza de sangre. A ello había que agregar la falta de antecedentes en la Inquisición, tanto de la persona en cuestión como de su familia, llegando en algunos casos a exigirse hasta siete generaciones sin antecedentes.

## Abolición
En el territorio que posteriormente ocuparía Argentina, se tomaron medidas contra el sistema colonial de castas y a otras clasificaciones racistas, desde poco después de iniciado el movimiento independentista de España; en 1811 se suprimió el tributo indígena, en 1812 se prohibió la importación de esclavos, en 1813 se eliminó toda forma de servicio personal de los indios, la libertad de los futuros hijos de madre esclava, la eliminación de los títulos de nobleza, la prohibición de exhibición de blasones y la supresión de mayorazgos y vínculos sobre las propiedades, excepto de finalidad piadosa. Finalmente, la Constitución de 1853 estableció los derechos para "todos los habitantes de la Nación" (art. 14), la supresión de la esclavitud y la libertad de los esclavos por el solo hecho de pisar el territorio de la República (art. 15) y que "La Nación Argentina no admite prerrogativas de sangre, ni de nacimiento: no hay en ella fueros personales ni títulos de nobleza. Todos sus habitantes son iguales ante la ley, y admisibles en los empleos sin otra condición que la idoneidad. La igualdad es la base del impuesto y de las cargas públicas.(art. 16). En Cuba los estatutos de limpieza de sangre se suprimieron en 1870.
En la actualidad, este tipo de clasificaciones humanas se encuentra prohibido por la Declaración Universal de los Derechos Humanos, que en su primer artículo establece que "Todos los seres humanos nacen libres e iguales en dignidad y derechos".

## Denominación de las castas

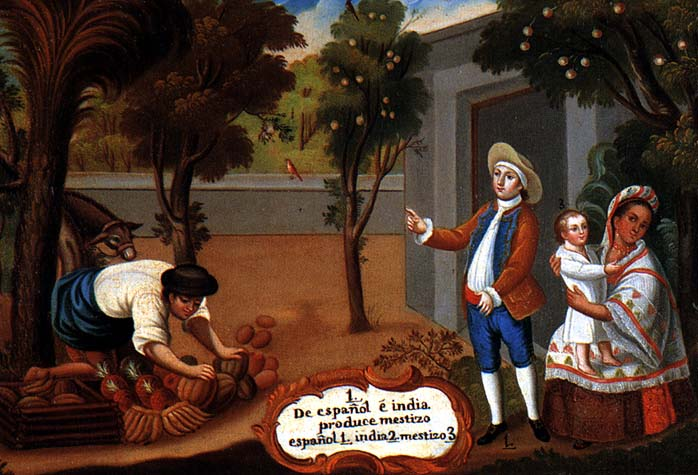
De español e India; produce mestizo

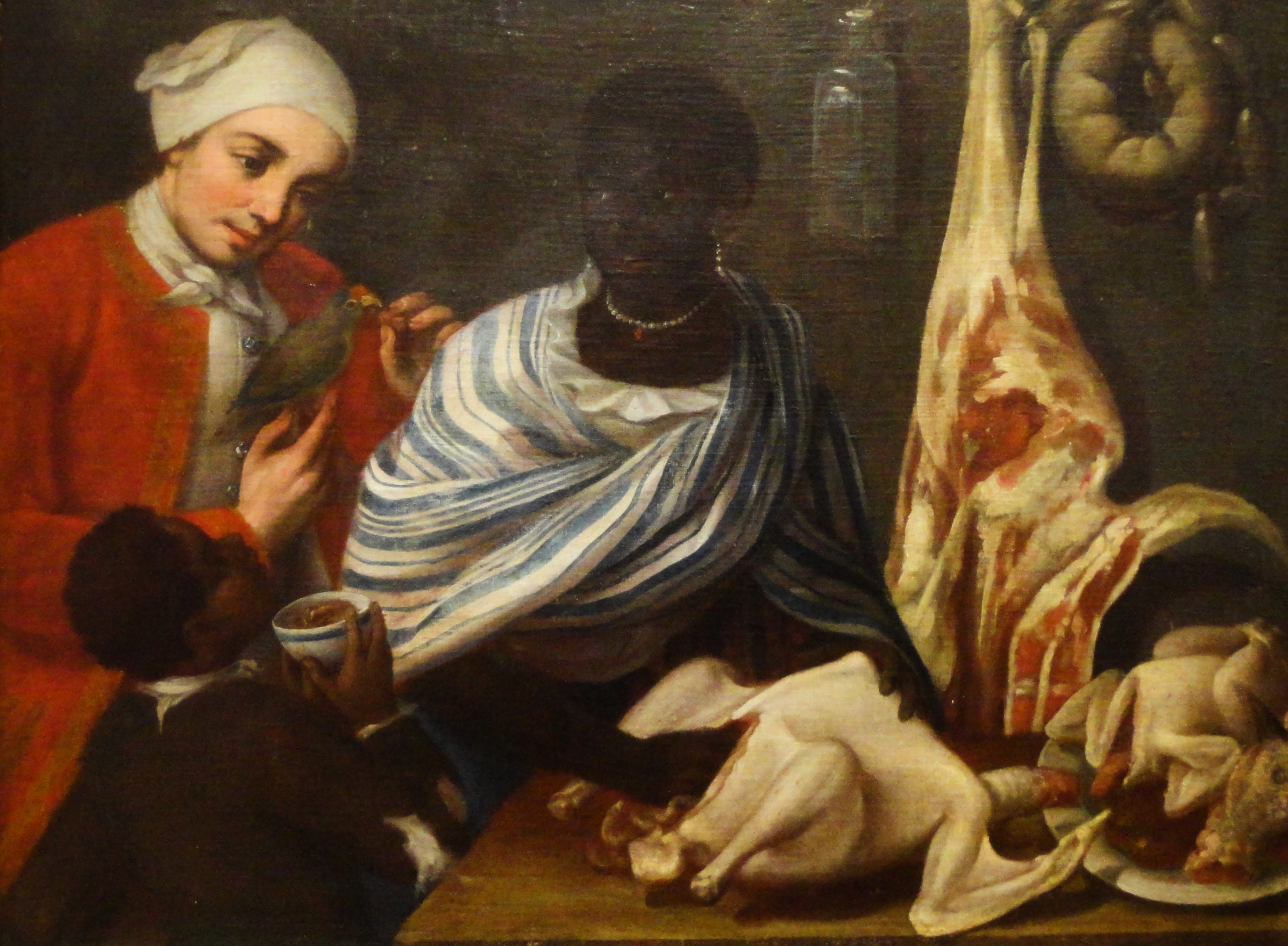
De Negra y Español, sale mulato

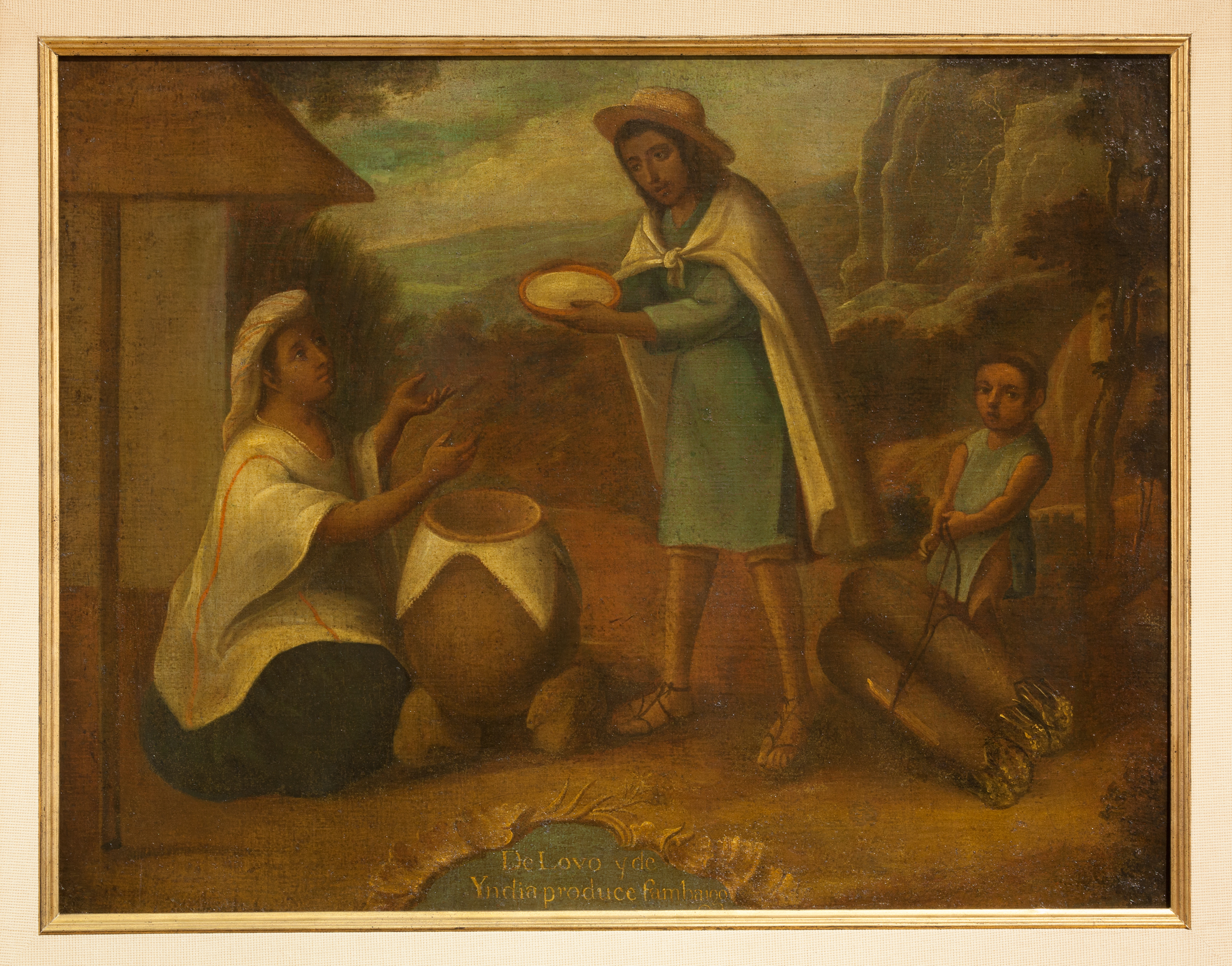
De Lovo y de Yndia, produce Zambaigo

Muchos y muy variados nombres se utilizaban en el lenguaje popular, y en particular en las "pinturas de castas" novohispanas, para otras mezclas más complejas. No había consenso sobre sus definiciones, y se pueden encontrar diferentes listas. Pero en lo que sí había acuerdo era en que las mezclas de indígena y español finalmente produciría un español, si se seguía introduciendo "sangre blanca" en cada generación. Tal blanqueamiento no se aceptaba para la «raza» negra. Por ejemplo, un torna atrás era una persona nacida de la unión sexual de dos «blancos», pero que tenía características fenotípicas de «negro». Esto era porque la sociedad hispanoamericana colonial asociaba un atavismo (es decir, la tendencia a reproducir tipos originales) a los negros. No importaba diluir entre numerosas generaciones de blancos un solo antepasado negro, se temía que los rasgos de esa raza volvieran a manifestarse en sus descendientes. Existían varias decenas de nombres para todo tipo de posible mezcla de negros con las otras dos razas, a veces con definiciones múltiples. Por ejemplo, «chino» era a veces definido como morisco con española. Sin embargo, también se definía como hijo de torna atrás y de india, y el término «china» también se utilizaba para denominar a la mujer «gaucha». Este «chino», por su parte, daba nacimiento al lobo, si se emparejaba con una mulata. El lobo y otra mulata engendraban al jíbaro. Adicionalmente, se denominaba cuarterones o quinterones a aquellas personas que tenían un antepasado indígena o africano y cuatro o cinco generaciones mezclándose con blancos, teniendo un aspecto peculiar, pero siendo parecido a un europeo. La falta de inmigración de mujeres europeas generó que los blancos se mezclen con indígenas o africanos e intenten asemejar su raza blanqueando a las indias o negras.[cita requerida]
La siguiente lista muestra algunas denominaciones de castas usadas en México y Sudamérica en la época colonial:
- De europeos en América - criollo
- De español e india (indígena) - mestizo
- De español con mestiza - castizo, castizo cuatralbo o cuarterón de mestizo
- De castizo con española - español
- De indio con negra - zambo o jarocho
- De negro con zamba - zambo prieto
- De español con negra - mulato
- De mulato con española - morisco (no debe confundirse con los moriscos peninsulares) o cuarterón de mulato
- De español con morisca - albino u octavón
- De albino con negra - salta atrás o saltapatrás
- De mestizo con mulata - apiñonado
- De indio con mestiza - cholo, coyote o meslindio
- De mulato con india - chino o mulato obscuro
- De mulato con negra - galfarro
- De castizo con mestiza - harnizo (Cabrera pinta como chamizo)
- De coyote con india - chamizo o chamiso
- De chamizo con mestiza - coyote mestizo
- De chino con india - salta atrás
- De salta atrás con mulata - lobo
- De lobo con china - gíbaro o jíbaro (no debe confundirse con la tribu amazónica de los jíbaros)
- De gíbaro con mulata - albarazado
- De albarazado con negra - cambujo
- De cambujo con india - sambaigo
- De sambaigo con loba - campamulato
- De campamulato con cambuja - tente en el aire
- De tente en el aire con mulata - no te entiendo
- De no te entiendo con india - torna atrás

La denominación «tente en el aire» representaba con claridad lo inútil de la práctica del sistema de castas, incluso pocas décadas después de la conquista. En términos metafóricos, una persona perteneciente a esta casta «flotaba» como en el limbo, incapaz de echar raíces, sin identidad propia.
En la siguiente tabla se ilustra el porcentaje de ascendencia española, amerindia y africana de castas principales de la Nueva España, tal y como aparecen ilustradas en un cuadro anónimo que reposa en el Museo Nacional del Virreinato:
| Casta                                    | % Español      | % Indio     | % Negro        |
| ---------------------------------------- | -------------- | ----------- | -------------- |
| Mestizo (Español + india)                | 50             | 50          | 0              |
| Castizo (Mestizo + española)             | 75             | 25          | 0              |
| Español (Castizo + española)             | 87,5           | 12,5        | 0              |
| Harnizo (Castizo + mestiza)              | 62,5           | 37,5        | 0              |
| Mulato (Español + negra)                 | 50             | 0           | 50             |
| Morisco (Mulato + española)              | 75             | 0           | 25             |
| Albino u octavón (Morisco + española)    | 87,5           | 0           | 12,5           |
| Salta atrás (Chino + india)              | 43,75          | 50          | 6,25           |
| Lobo (Salta atrás + mulata)              | 46,875         | 25          | 28,125         |
| Gíbaro (Lobo + china)                    | 67,1875        | 12,5        | 20,3125        |
| Albarazado (Gíbaro + mulata)             | 58,59375       | 6,25        | 35,15625       |
| Cambujo (Albarazado + negra)             | 29,296875      | 3,125       | 67,578125      |
| Zambaigo (Cambujo + india)               | 14,6484375     | 51,5625     | 33,7890625     |
| Calpamulato (Zambaigo + loba)            | 30,76171875    | 38,28125    | 30,95703125    |
| Tente en el aire (Calpamulato + cambuja) | 30,029296875   | 20,703125   | 49,267578125   |
| Torna atrás (No te entiendo + india)     | 20,00732421875 | 55,17578125 | 24,81689453125 |

Los límites que diferenciaban una casta de otra eran difusas, por lo que nunca se buscó un impedimento al mestizaje. Según Federico Navarrete: "No era un sistema de clasificación sistemático. La verdad no era un sistema tan rígido".

## Críticas
Varios historiadores han cuestionado la existencia de este fenómeno en las dinámicas sociopolíticas históricas, considerando que podría tratarse de una invención moderna, surgida durante un revisionismo histórico en la década de 1940, que tergiversaría calificativos y léxico de la cultura colonial para dar como resultado el sistema de castas que se narra. Ante ello, esta corriente historiográfica cree que para los científicos sociales posteriores, la nomenclatura de "castas" empezó a implicar, arbitraria y equívocamente, que la sociedad colonial necesariamente fue fundada en un aparente “sistema de castas”.
La historiadora Pilar Gonzalbo dedicó un estudio titulado La trampa de las castas, el cual pretendía descartar la idea de esta clase de regulación social en Nueva España, siempre y cuando se entendiera este sistema como una "organización social basada en la raza y sostenida por poder coercitivo" en la manera que sus dos principales popularizadores (Rosenblat y Aguirre Beltrán) afirmaron. También afirma en su obra que ciertos mensajes subliminales y despectivos en los cuadros de casta no eran un fenómeno generalizado, y que solo se empezaron a realizar en ambientes particulares de las oligarquías criollas tras el Reformismo borbónico y el influjo de ideas del racismo científico de la ilustración dentro de algunos ambientes enciclopédicos de la burguesía colonial. Una muestra de la construcción artificial de situaciones y personajes en estos cuadros se puede intuir en cuanto a la aparente presencia escasa de mujeres españolas para representar la formación del mestizaje, lo cual es muy opuesto a la realidad de los registros parroquiales de matrimonios, los cuales registraban la existencia generalizada de españolas casadas con varones de otras castas. De modo que, quienes encargaban las representaciones de castas serían una minoría de criollos distinguidos, probablemente funcionarios de la metrópoli y propietarios cuya descendencia era puesta en duda; los cuales tendrían según la autora un afán de distinción social, plagada de prejuicios contra las masas plebeyas (en el que se incluía gran parte del campesinado indígena) por causa de obras como la de Jean de La Bruyère (quien difundió la idea de un campesinado pobre y miserable, casi como animales, en las elites enciclopédicas del Siglo de las Luces). Debido a ello Pilar Gonzalbo Aizpuru considera que los cuadros de castas no deben considerarse como testimonios fiables de la existencia de un racismo generalizado en la sociedad colonial.
Joanne Rappaport, en su libro de 2013 The Disappearing Mestizo, también rechazó el sistema de castas por sus problemas de interpretación histórica, entre ellos la dificultad de aplicar este modelo a la totalidad del mundo colonial y la debilidad de la relación entre "casta" y "raza" que habría podido encontrarse en este período. Ben Vinson, en un estudio de los archivos históricos de México realizado en 2018, abordando la temática de la diversidad racial en México y su relación con la España imperial, compartió estas conclusiones.
El sistema de castas para estos revisionistas habría sido malinterpretado como si hubiera sido análogo a las castas de la India. Dado que en la Hispanoamérica virreinal jamás se dio un sistema cerrado basado en derechos de nacimiento, donde la natalidad y, por ende, la riqueza, crearan un "sistema de castas" difícil de penetrar. Para estos autores el Imperio Español aplicó en las colonias americanas fueron los estatutos de limpieza de sangre (concepto de raíz religiosa y no biológica o racial), en el que "el indio", "el mestizo", "el negro" y "el mulato", eran considerados "cristianos nuevos" y debido a ello tenían limitaciones para acceder a determinados oficios hasta que su conversión real y probada al catolicismo permitía considerarlos plenamente asimilados. Pero esas limitaciones no impidieron el ascenso social de indios, negros, mestizos y mulatos, que incluso llegaron a recibir protecciones para beneficiar la movilidad social, protecciones que no tenían los "cristianos viejos" integrantes de la "república de españoles" (como estar libre de todos los impuestos de los blancos, con la salvedad del tributo indígena, o estar exceptuado de la Santa Inquisición). Por estas razones los críticos de la existencia de una “sociedad de castas”, o de un “sistema de castas”, como característicos de la sociedad colonial, consideran que serían formulaciones totalmente anacrónicas y que podrían ser parte de la llamada "leyenda negra española". 
Los críticos argumentan también que en trabajos anteriores a los de Rosenblat y Beltrán, no se encontraría referencias a la noción de que el Imperio Español haya sido una sociedad fundada en la segregación racial. Ni en Nicolás León, Gregorio Torres Quintero, Blanchard, ni en el Catálogo de Herrera y Cicero (1895), ni en el artículo “Castas” del Diccionario de Historia y Geografía (1855), ni en el Ensayo Político de Alexander von Humboldt sobre los territorios hispanoamericanos que visitó en sus expediciones científicas. Entre otras obras que hacen referencia a la existencia de las castas y a los cuadros de castas, sin implicar connotaciones con el racismo moderno, que vendría a América tras la Ilustración francesa. En los registros parroquiales jamás se habría dado la tendencia de clasificar en tantas innumerables mezclas como se ve en los cuadros de castas, que serían un fenómeno artístico propio del Siglo de las Luces.
Los críticos mencionan ejemplos de indios, negros, mulatos y mestizos que escalaron socialmente, usados de evidencia contra estas tergiversaciones, como: Juan Latino, Juan Valiente, Juan Garrido, Juan García, Juan Bardales, Sebastián Toral, Antonio Pérez, Miguel Ruíz, Gómez de León, Fran Dearobe, José Manuel Valdés, Teresa Juliana de Santo Domingo, Carlos Inca, Inca Garcilaso de la Vega, Manuela Taurichumbi Saba Cápac Inca, Alonso de Castilla Titu Atauchi Inga, Alonso de Areanas Florencia Inca, Gonzalo Tlaxhuexolotzin, Vicente Xicohténcatl, Bartolomé Zitlalpopoca, Lorenzo Nahxixcalzin, Doña Luisa Xicotencatl, Nicolás de San Luis Montañez, Fernando de Tapia, Isabel Moctezuma Tecuichpo Ixcaxochitzin, Pedro de Moctezuma. 
También suelen mencionar la Real Cédula de Felipe II de 1559 en la que se prescribe que “los mestizos que vinieren a estos reinos a estudiar, o a otras cosas de su aprovechamiento (…) no necesiten de otra licencia para regresar”. La cédula es importante, porque no se hacen leyes para casos particulares y muestra que la existencia de múltiples castas no impedían la movilización social dentro de la monarquía hispánica, misma movilización que debió ser significativa para requerir la atención de un edicto real de la persona del Rey español.
Esto haría que estos críticos concluyan que aquellas sociedades coloniales eran de tipo estamental, del que si bien hubo una relación entre estamento y raza por medio de las castas, aquello no fue en una relación de causa, sino en una relación de consecuencia (no siendo un fin en sí mismo la raza, misma que era entendida en la tradición hispana como algo puramente espiritual, no tanto biológica). El propósito de las castas tenía como fin el registro identitario de linajes para censarlos en la "república de españoles", la "república de indios", con los servicios y privilegios adquiridos, los cuales no perturbarían el potencial económico del individuo de la casta, ni tendrían el fin de segregarlos formalmente de puestos de poder, si no que jerarquizarlos en la sociedad feudal (no equivaliendo lo mismo, en tanto no estaban impedidos de ascender a la nobleza o ser parte de la pequeña burguesía comercial).
Según esta mirada la sociedad virreinal habría sido una sociedad de “calidades”, estamental, corporativa, clientelar y gremial, donde cada grupo social no estaba condicionado por su raza, y ni ésta establecía las relaciones laborales de sus habitantes.